# 3C 295
3C 295 (QSO B1409+524) – radiogalaktyka będąca olbrzymią galaktyką eliptyczną znajdującą się w gwiazdozbiorze Wolarza w odległości 5,6 miliarda lat świetlnych.

## Charakterystyka
Galaktykę 3C 295 otacza obłok gazu o temperaturze 50 milionów stopni oraz średnicy dwóch milionów lat świetlnych. Wewnątrz obłoku znajduje się gromada złożona z około stu galaktyk oraz wystarczająca ilość materii, aby uformować kolejny tysiąc. W większości przypadków jednak galaktyki te nie zawierają wystarczającej ilości gorącego gazu, aby były widoczne na zdjęciu rentgenowskim, są jednak widoczne na zdjęciach optycznych. Mimo posiadania tak ogromnej ilości materii, dane rentgenowskie dowodzą, że obserwowana masa jest niewystarczająca, by wiązać grawitacyjnie obłok i gromadę galaktyk. Sugeruje to, że gromada galaktyk musi zawierać duże ilości ciemnej materii, aby utrzymać grawitacyjnie gorące obłoki gazu. Szacuje się, że masa ciemnej materii musi pięciokrotnie przewyższać masę galaktyk oraz obłoku gazu. 3C 295 jest silnym radioźródłem, jednak na zdjęciu wykonanym teleskopem Chandra widoczne są również jasne węzły promieniowania rentgenowskiego. Jest to skutek gwałtownych wybuchów powstających, gdy zbyt dużo materii opada na supermasywną czarną dziurę znajdującą się w jądrze 3C 295.